# McLaren MP4/13
La McLaren MP4/13 fu la vettura utilizzata dalla McLaren nella stagione 1998.

## Progetto

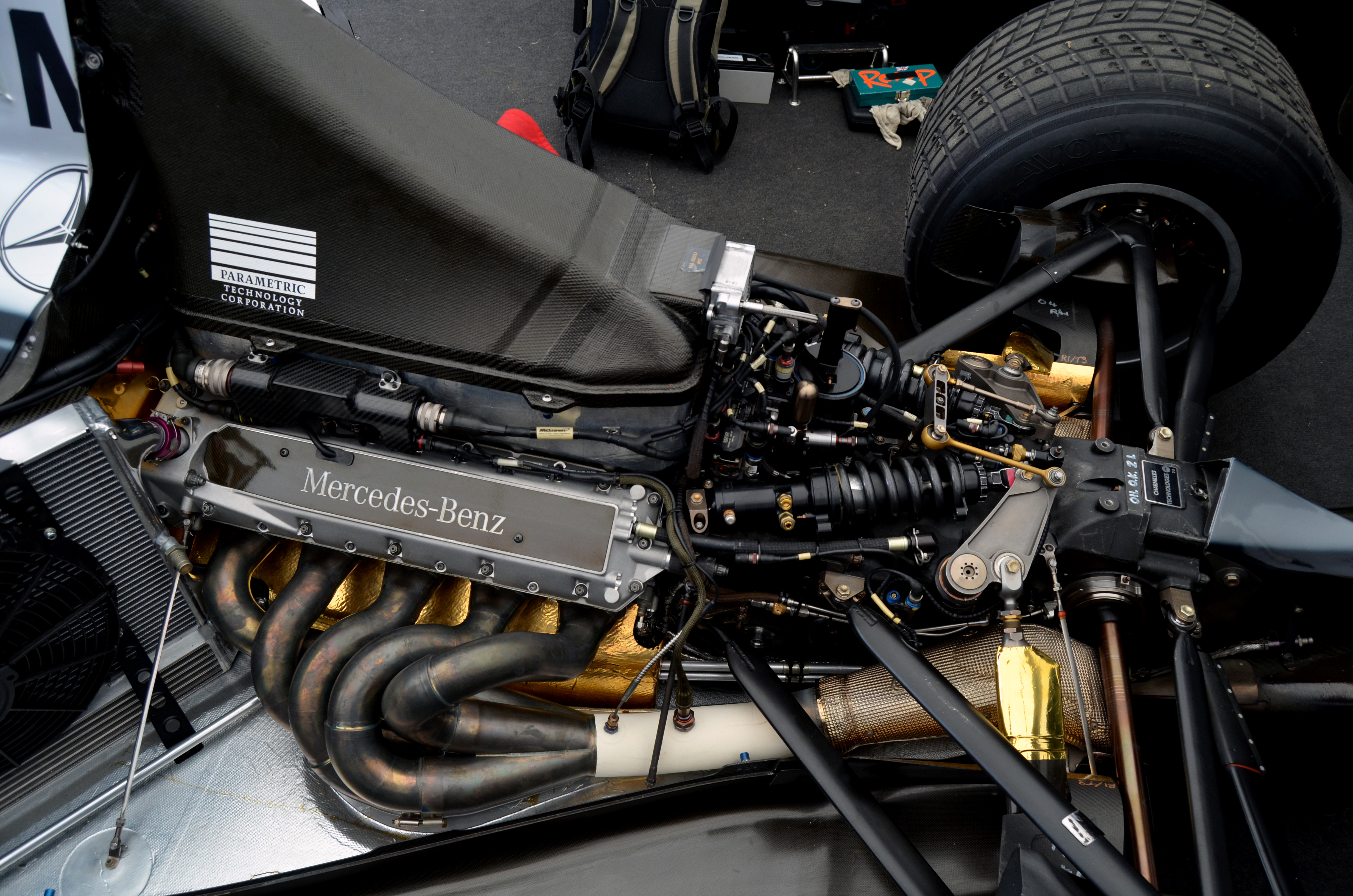
Il retrotreno della MP4/13 in esposizione nel 2012 al Goodwood Festival of Speed

La MP4/13 è stata la prima vettura della McLaren ad essere progetta da Adrian Newey, che aveva lasciato la Williams a fine 1997. Inoltre, in fatto di pneumatici – da questa stagione, per regolamento, non più slick ma obbligatoriamente con scanalature –, questo fu il primo anno in cui il team britannico venne equipaggiato dalla Bridgestone, le cui gomme si rivelarono globalmente più efficienti delle Goodyear montate dalla diretta avversaria Ferrari.
Il motore era fornito per il quarto anno consecutivo dalla Mercedes-Benz, che aveva portato in pista il nuovo V10 denominato FO110G: questo propulsore, dal peso di appena 107 chilogrammi e montato con un'inclinazione di 72°, sprigionava circa 760CV di potenza a 17.000 giri/min. L'unità si dimostrò una delle più potenti del lotto, ottenendo con David Coulthard la miglior velocità di punta del campionato all'Hockenheimring (353 km/h).

### Ilfiddle brake
Durante la stagione causò non poche polemiche, da parte dei team rivali, una soluzione tecnica portata in pista dalla McLaren già nella seconda parte del 1997 ma inizialmente tenuta segreta, finché venne svelata dalla stampa specializzata nei primi Gran Premi del 1998: il fiddle brake, colloquialmente conosciuto come "terzo pedale" e che, azionato manualmente dai piloti, agiva sui freni posteriori consentendo alla vettura di sterzare in modo molto efficace nonostante avesse un passo lungo, riducendo i problemi di sovrasterzo.
Il dispositivo venne dapprima giudicato regolare dai commissari, in quanto di natura non elettronica; tuttavia le crescenti proteste del resto del circus circa la legalità dello strumento – in particolare, la Williams aveva proposto un progetto simile ma bocciato poiché controllato elettronicamente, mentre la Ferrari lo accusò di replicare il concetto delle quattro ruote sterzanti – sfociarono ben presto nella messa al bando dello stesso.

## Livrea
La livrea della MP4/13 rimase pressoché invariata rispetto a quella della sua antenata, dove primeggiava lo sponsor West nelle pance e nell'ala posteriore della vettura. Tale logo non fu presente nella vettura solo in occasione dei Gran Premi di Gran Bretagna, Francia e Germania per via dei locali bandi agli sponsor tabaccai.

## Carriera agonistica

### Test

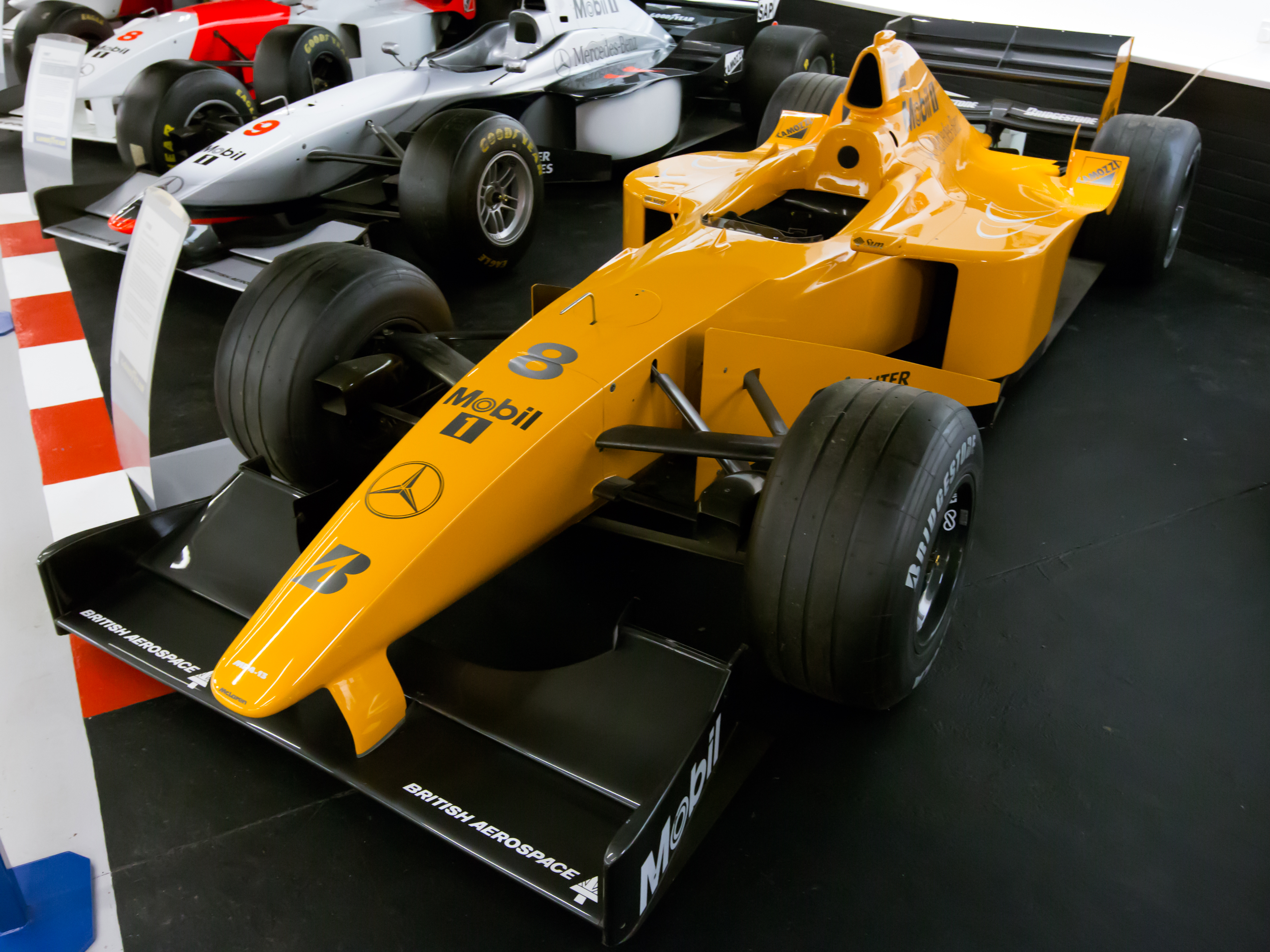
La MP4/13 nella provvisoria livrea papaya utilizzata nei test prestagionali

Durante il campionato 1998, Ricardo Zonta e Nick Heidfeld, entrambi collaudatori McLaren, testarono la MP4/13. Il brasiliano eseguì una due giorni di test sul circuito Paul Ricard il 15 e il 16 settembre 1998, mentre il tedesco eseguì una tre giorni di test sul circuito di Catalogna dal 1° al 3 dicembre 1998.

### Stagione
La McLaren rispettò sin da subito i pronostici degli addetti ai lavori tanto che alla prima gara della stagione il duo Häkkinen-Coulthard siglò una doppietta (risultando gli unici ad aver terminato il Gran Premio a pieni giri) a cui ne seguì un'altra in Brasile prima dell'abolizione del "terzo pedale" che consentì a Michael Schumacher di recuperare terreno sugli avversari, vincendo il successivo appuntamento in Argentina. Ad Imola vinse Coulthard, mentre in Spagna e a Montecarlo vinse Häkkinen. In Canada, Francia e Gran Bretagna vinse nuovamente Schumacher, che, grazie ai risultati opachi del duo McLaren, si portò a 2 punti della vetta del campionato piloti, mentre la Ferrari si portò a 3 punti dalla vetta del campionato costruttori. In Austria e in Germania le "Frecce d'Argento" tornarono alla vittoria, arrivando in Belgio con un discreto margine sugli inseguitori in entrambe le classifiche.
Tuttavia, il Gran Premio belga non portò bene alla McLaren che tradì le aspettative dopo aver monopolizzato la prima fila in qualifica: Coulthard provocò una carambola alla partenza coinvolgendo altre 15 vetture mentre Häkkinen entrò in collisione con la Sauber di Herbert alla seconda ripartenza, ponendo fine alla sua gara. Intanto, Schumacher si portò in testa alla gara arrivando al punto di dover doppiare Coulthard, che era riuscito a ripartire dopo la carambola causata alla ripartenza. Durante la fase di doppiaggio, però, i due piloti entrarono in collisione concludendo in anticipo la propria gara: questa mossa fu oggetto di controversie e accuse rivolte al pilota scozzese, reo di aver volontariamente causato l'incidente per favorire il compagno di squadra, al momento in testa al campionato – lo stesso Coulthard ammetterà poi le proprie colpe solo nel 2003, cinque anni dopo l'episodio. A Monza le cose non andarono meglio poiché Coulthard si ritirò mentre Häkkinen arrivò quarto dopo essere stato protagonista di un testacoda a causa di un guasto ai freni. Schumacher vinse il Gran Premio arrivando al Nürburgring appaiato ad Häkkinen a quota 80 punti in classifica. Qui però il finlandese tornò alla vittoria, ma Schumacher tenne il mondiale aperto arrivando al 2º posto. 

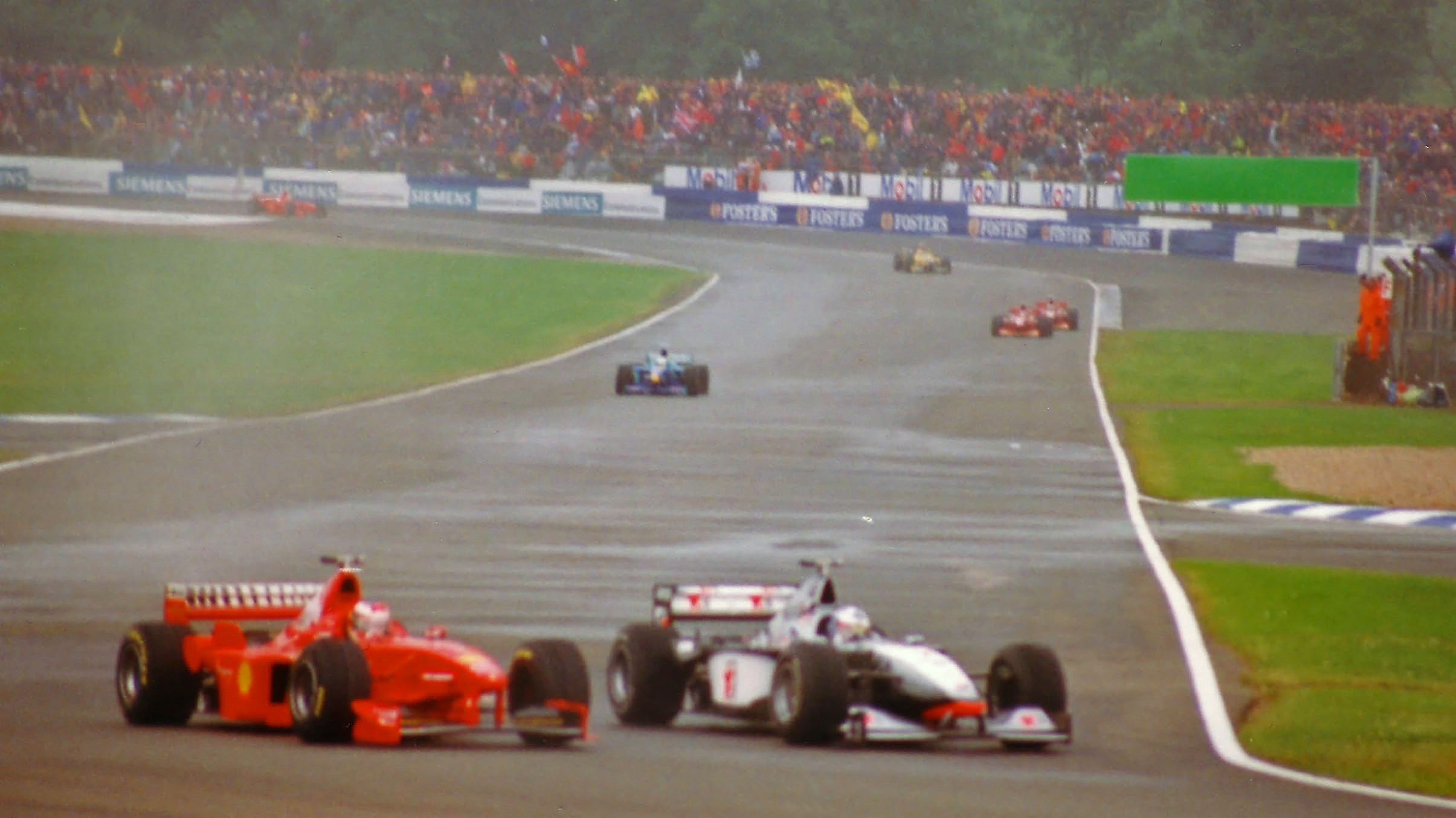
David Coulthard (a destra) in lotta col ferrarista Michael Schumacher nel Gran Premio di Gran Bretagna 1998

Il mondiale si decise quindi il 1º novembre del 1998 in Giappone, a entrambi i contendenti serviva la vittoria per vincere il titolo mondiale. In qualifica ad avere la meglio è il pilota ferrarista, che ottiene la pole proprio davanti al pilota della McLaren. La corsa tardò a partire a causa della Prost di Jarno Trulli che rimase in stallo, ma è dopo il giro di formazione che accade l'imprevedibile: il poleman Schumacher innesta erroneamente la prima marcia e spegne il motore, ritrovandosi quindi costretto a partire dal fondo della griglia. Dopo un secondo giro di formazione la gara parte e Häkkinen conduce la corsa mentre Schumacher parte bene e dopo quattro giri è 7°, addirittura 3° dopo la sosta ai box del gruppo di testa. L'episodio chiave avviene al giro 28: la Minardi di Esteban Tuero entra in collisione con la Tyrrell di Toranosuke Takagi nella chicane prima del traguardo, spargendo i detriti nella pista. Alcuni di questi vennero sfortunatamente raccolti dalla Ferrari di Schumacher che soffrì una lenta foratura prima dell'esplosione definitiva della gomma tre giri più tardi, chiudendo definitivamente il discorso Mondiale a favore di Häkkinen che vinse la gara e il suo primo titolo iridato, riportando la McLaren sul tetto del mondo sette anni dopo l'ultima volta, quando il compianto Ayrton Senna vinse il titolo mondiale nel 1991 per il team di Woking. Coulthard invece concluse il campionato al terzo posto, raccogliendo una vittoria e otto podi contro le otto vittorie e i tre podi del compagno di squadra.
Inoltre questo fu il primo iride per la Mercedes-Benz come fornitore di motori, escludendo i 7 titoli costruttori e i 9 titoli piloti ottenuti con il team ufficiale.

## Risultati
| Anno | Team                  | Motore                            | Gomme | Piloti    |   |   |   |     |   |     |     |   |     |   |   |   |     |     |   |   | Punti | Pos. |
| ---- | --------------------- | --------------------------------- | ----- | --------- | - | - | - | --- | - | --- | --- | - | --- | - | - | - | --- | --- | - | - | ----- | ---- |
| 1998 | West McLaren Mercedes | Mercedes-Benz FO110G, 3.0 V10 72° | B     | Coulthard | 2 | 2 | 6 | 1   | 2 | Rit | Rit | 6 | Rit | 2 | 2 | 2 | 7   | Rit | 3 | 3 | 156   | 1º   |
| 1998 | West McLaren Mercedes | Mercedes-Benz FO110G, 3.0 V10 72° | B     | Häkkinen  | 1 | 1 | 2 | Rit | 1 | 1   | Rit | 3 | 2   | 1 | 1 | 6 | Rit | 4   | 1 | 1 | 156   | 1º   |